# Petar Svačić
Petar Svačić o Snačić fue un señor feudal croata, célebre por ser uno de los reclamantes del trono croata durante las guerras de sucesión (1093-1097). Se supone que comenzó como Ban al servicio del rey Demetrius Zvonimir y luego fue elegido rey por los señores feudales croatas en 1093. La sede del poder de Petar se estableció en Knin. Su gobierno estuvo marcado por una lucha por el control del país con Colomán de Hungría, y murió en la batalla de la montaña Gvozd en 1097.

## Ancestros
Los primeros estudiosos del personaje, específicamente Franjo Rački, interpretaron la letra "n" como una "v", creando una modificación en el apellido que es común hasta la actualidad. Existió una familia Snačić, que era una de las Doce tribus nobles de Croacia, y se menciona a cierto Petar Snačić en el Supetar Cartulary (adición del siglo XIV) como Ban croata durante el mandato del rey Zvonimir. Sin embargo, la conexión entre Petar y este Petar Snačić está en disputa, al igual que el intento de Ferdo Šišić de relacionarlo con Petar Slaven, hijo de Slavac, quien también fue un pretendiente al trono.

## Lucha por la sucesión

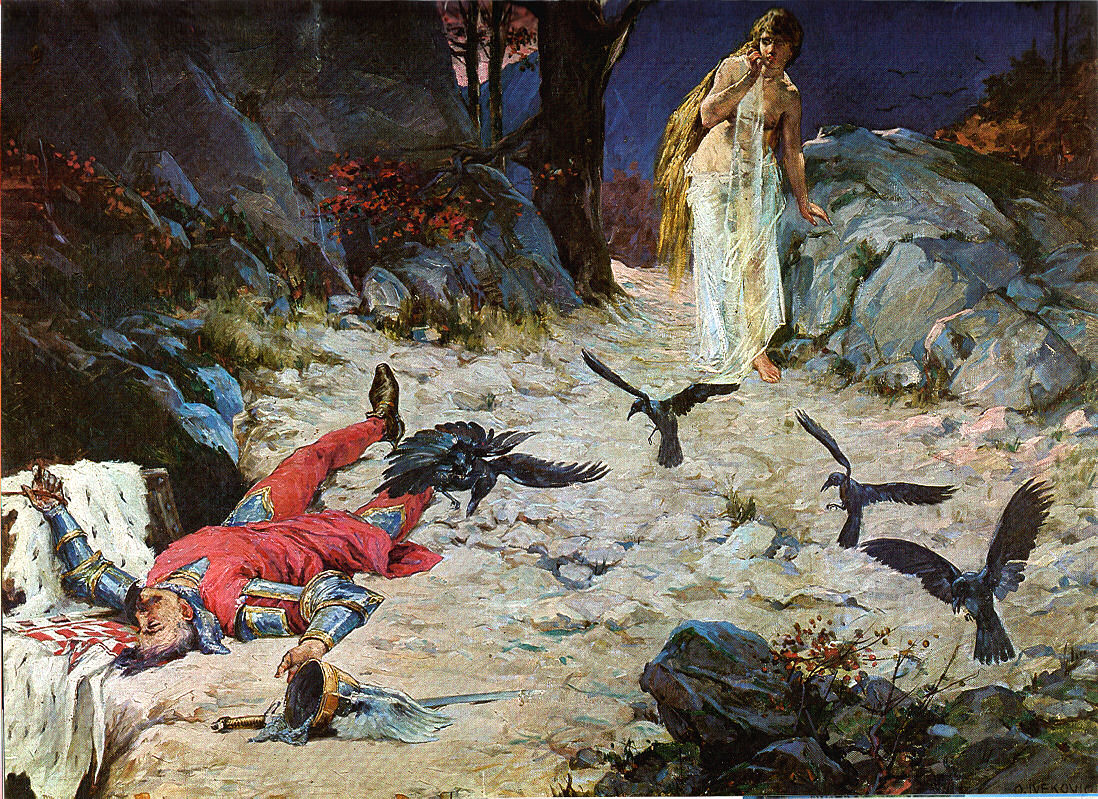
Pintura de 1894, Batalla de la montaña Gvozd, de Oton Iveković.

Asumió el trono en medio de una profunda tensión en todo el Reino de Croacia. Su predecesor, Esteban II (1089-1091) murió sin dejar un heredero, lo que provocó una gran crisis política. Helena de Hungría, la viuda del rey Demetrius Zvonimir (1074-1089) apoyó a su hermano, el rey Ladislao I de Hungría, en la herencia del trono. Croacia fue invadida en 1091 por Ladislao I, encontrando oposición solo al llegar a la montaña Gvozd, donde combatió con éxito contra la nobleza local. Mientras tanto, como parte de los dignatarios y el clero de Croacia no apoyaban a Ladislao, eligieron con el apoyo de Dalmacia al noble Petar como rey. El papa Urbano II lo consideró un rebelde y apeló a los húngaros para derrocarlo.
Poco después del éxito de su ejército, Ladislao murió (1095), dejando a su sobrino Colomán para continuar la campaña. En 1097, Petar partió de Knin para encontrarse con Colomán en la batalla de la montaña Gvozd, lo que resultó en la victoria de Colomán y la muerte de Petar. Según el Pacta conventa, cuya autenticidad ha sido debatida, posteriormente se llegó a un acuerdo histórico por el cual los croatas acordaron reconocer a Colomán como rey. A cambio, prometió garantizar el autogobierno de Croacia bajo un Ban (gobernador real) y respetar todos los derechos, leyes y privilegios del Reino de Croacia. Petar fue el último rey nativo de Croacia, y la unión personal con el Reino de Hungría duró hasta 1918.